# Astragalus berterianus
Astragalus berterianus là một loài thực vật có hoa trong họ Đậu. Loài này được (Moris) Reiche miêu tả khoa học đầu tiên.

## Hình ảnh

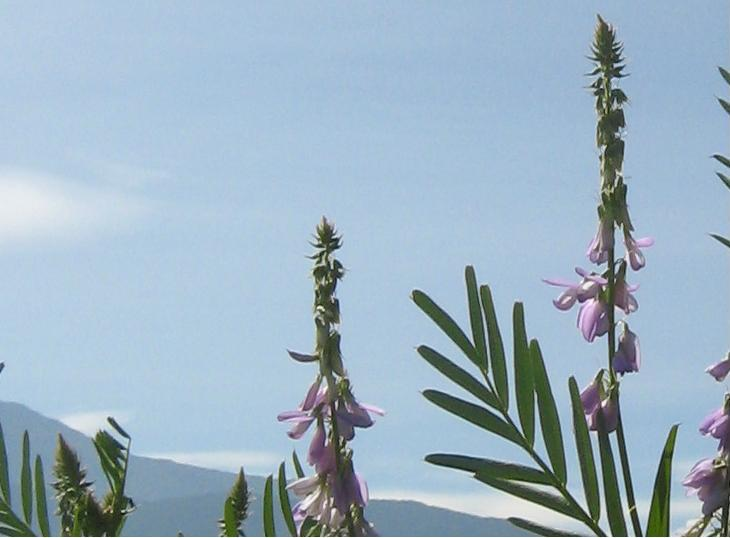
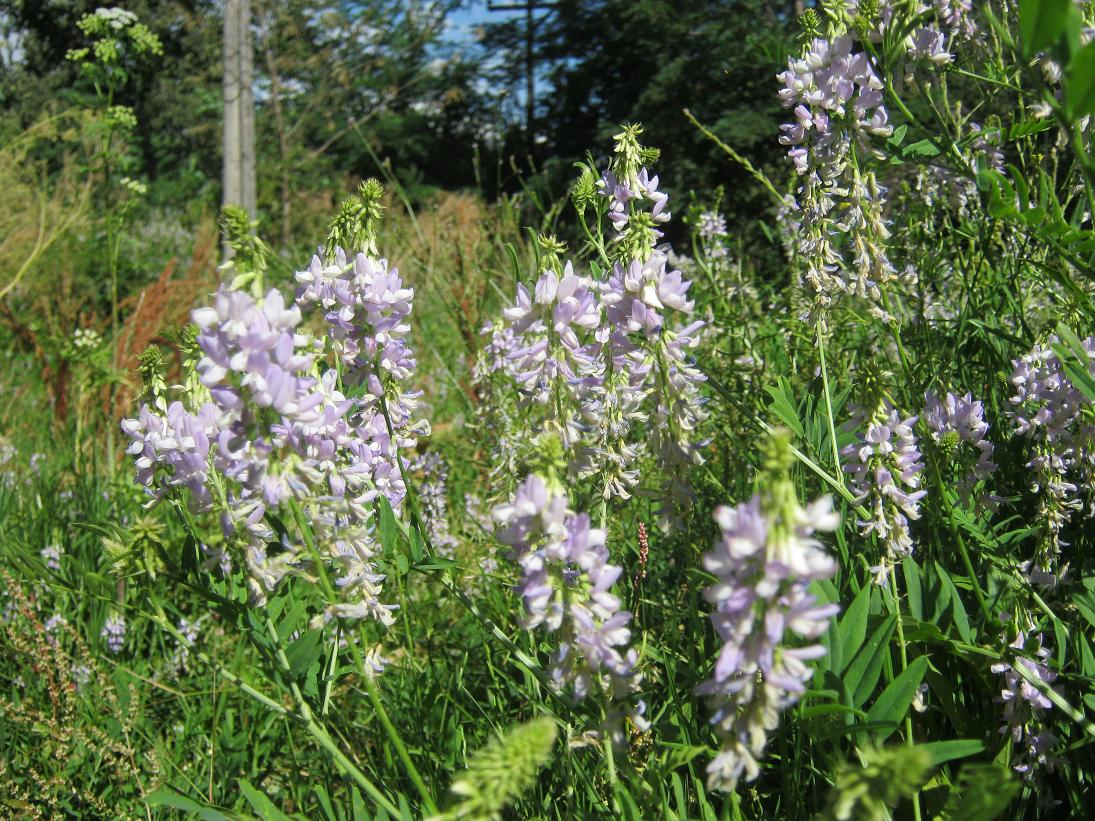